# Holetín
Holetín je obec v okrese Chrudim v Pardubickém kraji, asi tři kilometry severně od Hlinska. Obec tvoří části Dolní Holetín, Horní Babákov a Horní Holetín, v nichž žije celkem 800 obyvatel.

## Historie
První písemná zmínka o vesnici pochází z roku 1374.

## Části obce
- Dolní Holetín
- Horní Babákov
- Horní Holetín

## Galerie

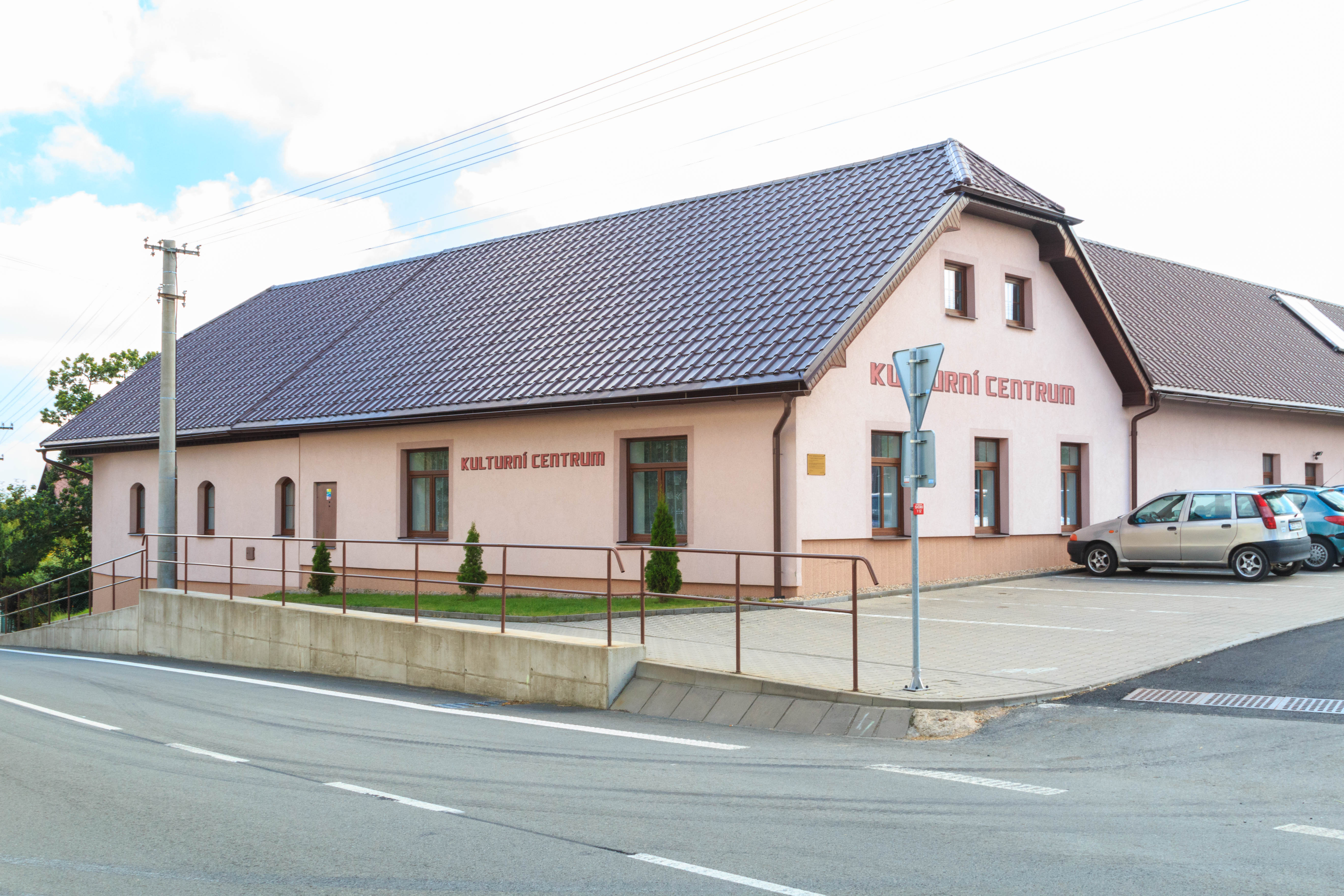
Kulturní centrum
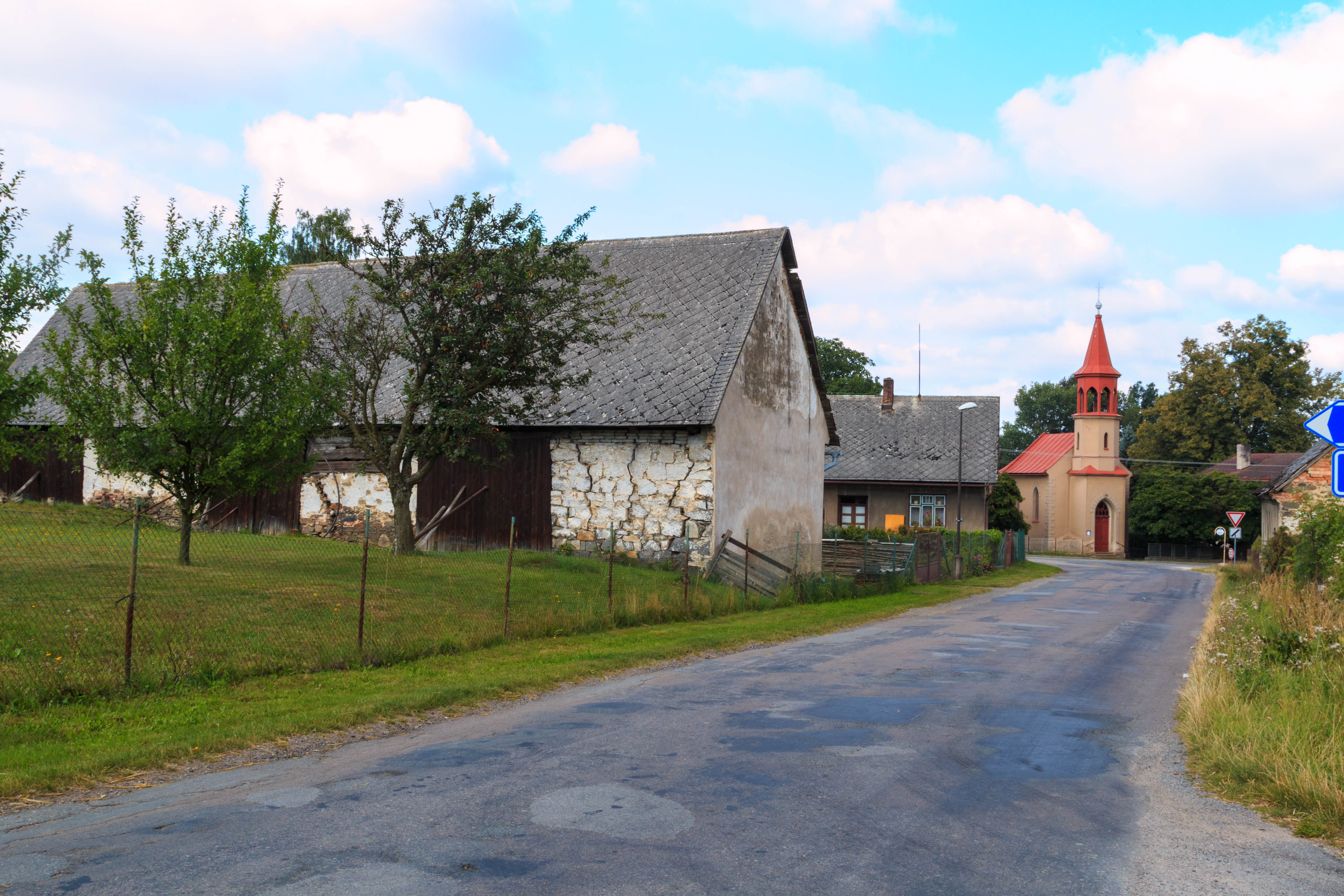
Kaple
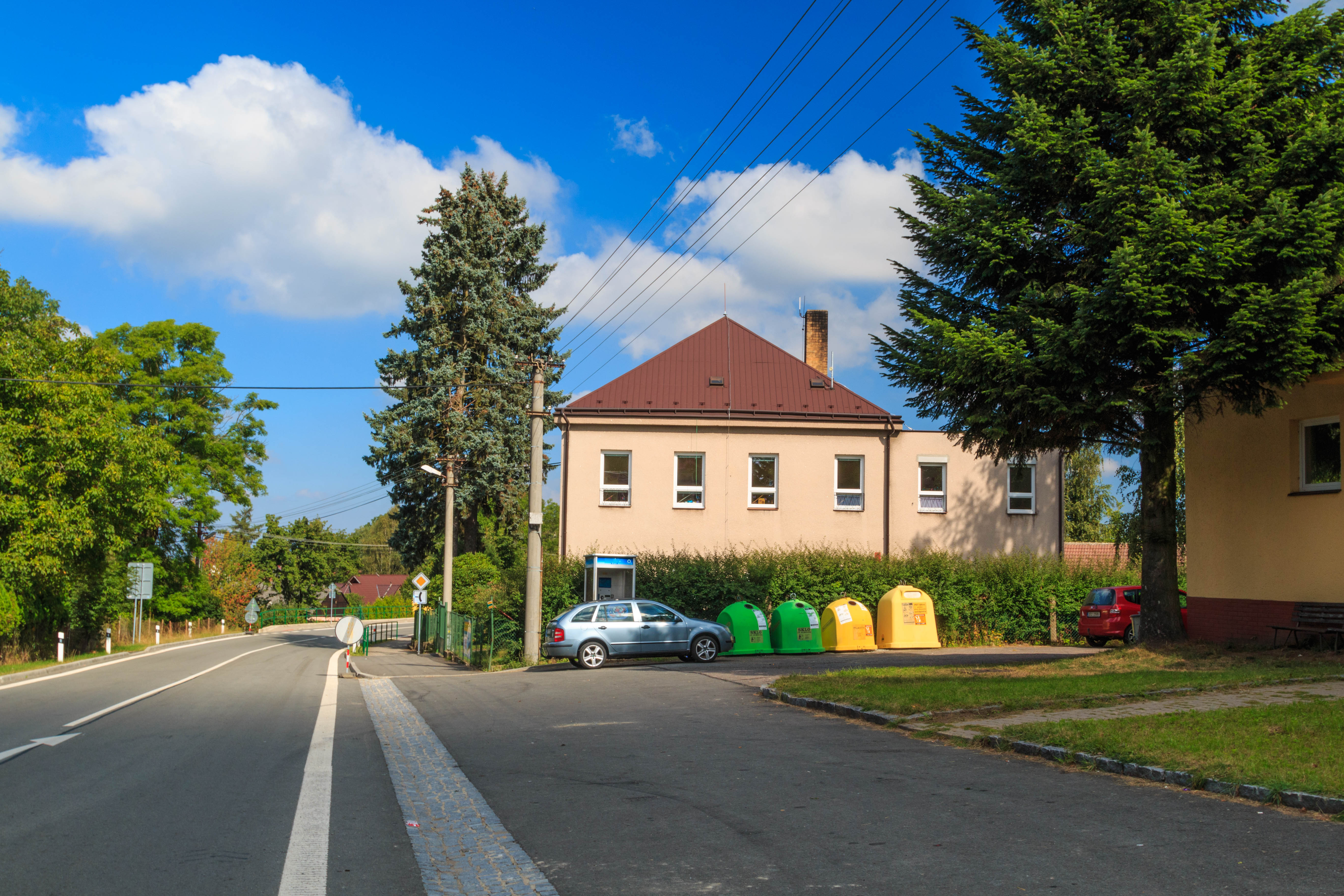
Škola
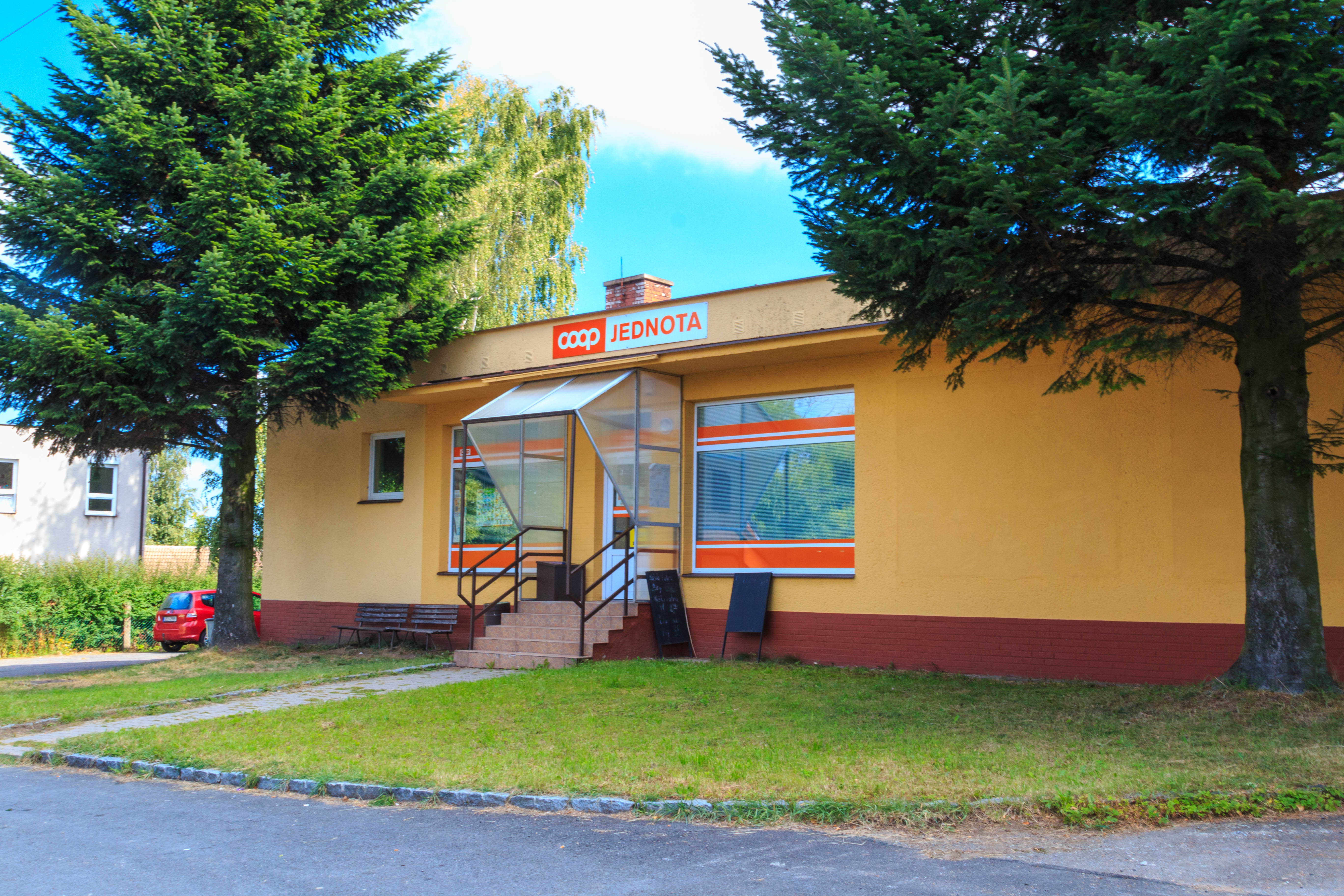
Obchod